# Hwoarang
Hwoarang er en figur fra Namcos videospil serie Tekken til PlayStation og PlayStation 2.

## Historie

### Tekken 3
Hwoarang, en Taekwondo studerende hos Baek Doo San. Hwoarang lavede en masse penge, ved uærligt spil. En del af det fungerede ved gadekampe, hvor begge parter skulle satse på hvem der vandt kampen. Hwoarangs team undertrykte deres styrke, indtil modstanderne troede at Hwoarangs team bare var en samling svæklinge. Det ville få dem til at satse mange penge, hvorefter Hwoarang ville tæske dem på fuld styrke.
En dag kom der nogle medlemmer fra det finiansielle imperium Mishima Zaibatsu til byen. En af medlemmerne var Jin Kazama. Hwoarang udfordrede dem til en gadekamp og kæmpede mod Jin. Kampen endte dog med at blive uafgjort. Fra den dag hang Hwoarang en del med hovedet og tanken om at skulle fortælle Baek om at han kun havde formået at få en uafgjort var ikke tiltalende. For at gøre op på det, sværgede Hwoarang at han ville træne hver eneste dag for at garantere at den slags aldrig ville ske igen. Men dårlige nyheder skulle snart dukke op. Kampguden Ogre havde myrdet Baek Doo San.
Hwoarang havde nu et mål med livet. Han ville deltage i King of Iron Fist turneringen, slå Jin Kazama og få sin hævn over Ogre.

### Tekken 4
Tilbage i sit hjemland Korea blev Hwoarang hevet ind i militæret og tilmeldte sig en speciel styrke. Skønt han havde succes med sine mange missioner, havde hans oprørske personlighed og vane for at ikke at parere ordre en større irritation for hans overordnede.
Hwoarang havde en følelse af tomhed i sig. Han mindes tiderne på gaden, hvor han tjente penge ved at indgå i gadekampe. Følelsen af ubevæbnet kamp og sin kamp i mod Jin Kazama. Militæret kunne ikke dæmpe disse længsler.
En dag kom annonceringen af fjerde King of Iron Fist turnering for Hwoarangs ører. For første gang i flere år begyndte hans blod at røre på sig.
Han ville besejre Jin, Heihachi Mishima og enhver der vovede at stille sig i vejen for ham i hans ønske om at overtage Mishima Zaibatsu.
Fuld af forhåbninger slap Hwoarang ud af den militære base og satte kurs mod den fjerde King of Iron Fist turnering.

### Tekken 5
Hwoarang.
Jin Kazamas rival.
Nær enden af den fjerde turnering blev Hwoarang arresteret af det koreanske militær for desertering.
Ved den koreanske ambassade gav den koreanske ambassadør Hwoarang et brev.
"Jeg fik dette brev fra militæret. Tag et kig."
Hwoarang kunne ikke tro sine egne øjne.
"Få mig ud herfra nu," sagde Hwoarang. Den næste dag fløj Hwoarang til Korea for at fuldende sin træning. Nu færdig med sin militære pligt.
Hwoarang var klar til at slå Jin Kazama.

### Tekken 6
Under den femte King of Iron Fist turnering kæmpede Hwoarang mod Jin og besejrede ham. Pludselig skreg Jin i et overnaturligt tonefald og sendte et kraftigt vindstød, der kastede Hwoarang væk.
På Jins ryg voksede der to sorte vinger frem og Devil Jin rejste sig. Hwoarang fik kommet sig ovenpå overraskelsen. Desværre var han ikke i stand til at besejre Devil Jin og snart blev han slået bevidstløs.
Da Hwoarang endelig kom til bevidstheden igen, lå han på et hospital. Nær ham sad hans mester, Baek som en besøgende. Hwoarang hørte historien fra Baek og ignorerede sygeplejersken, der prøvede at forhindre ham i at rejse sig fra sin seng og trygle sin mester om at gøre ham stærkere.
Efter at være blevet udskrevet fra hospitalet, begyndte Hwoarang at træne med uhørt iver i håb om at kunne besejre Devil Jin. Efter at den sjette King of Iron Fist turnering er blevet annonceret, er Hwoarang ved at gøre sig klar.

## Epiloger

### Tekken 3
Hwoarang sidder en aften ved en havn. Han betragter King of Iron Fist trofæet, som er formet som et hoved af Heihachi Mishima. Hwoarang skal til at smide trofæet i vandet, da han hører noget og stopper. Ud af et hjørne flygter Jin Kazama ind i en lagerbygning med Mishima Zaibatsus specialstyrke Tekken Force i hælene. Hwoarangs nysgerrighed leder ham ind i lagerbygningen hvor han betragter Tekken Force omringe Jin. Pludselig bliver trofæet af Heihachi smidt ind i mellem. Hwoarang benytter lejeligheden til at slå to mænd ud og ser at Jin Kazama gløder i mørket. Jin flygter ved at tage et flere meter højt spring og forcere sig gennem en væg.
Hwoarang står lamslået og ser på sine hænder. Et smil breder sig over hans ansigt.

### Tekken 4
"Hwoarang vandt turneringen og nu havde han Mishima Zaibatsu under sin kontrol. Men til alles overraskelse solgte Hwoarang Mishima Zaibatsu til et andet firma. Han begik sig nu på en ny rejse. Der var stadig én sidste person, han skulle slå."
Hwoarang går gennem en parkeringskælder og bliver mødt af Jin Kazama. Hwoarang er irriteret over at han ikke fik sin chance for at kæmpe i mod Jin i turneringen og udfordrer ham til kamp. Jin derimod har ikke lyst til at kæmpe, men Hwoarang tvinger ham til det ved at angribe ham. 
Kampen ser meget lige ud, da den pludselig bliver afbrudt af det koreanske militær. Han fortæller at desertering er en brud på reglerne og Hwoarang vil blive arresteret. Jin Kazama bryder ind i samtalen og slår to soldater ud. Hwoarang benytter uopmærksomheden til at slå et par stykker ned selv. Dette tvinger kaptajnen til at åbne ild. Hwoarang og Jin flygter om bag en bil, hvor de aftaler at mødes igen til den næste turnering og kæmpe imod hinanden der. Knap når samtalen at slutte før et missil bliver skudt mod bilen. Da røgen forsvinder, er hverken Hwoarang eller Jin til at for øje på.

### Tekken 5
"Hwoarang besejrede endelig sin rival, Jin Kazama.
Hvad nu?"
Hwoarang kommer kørende på sin motorcykel i høj fart. Han får pludselig øje på Jin Kazama midt ude på vejen. Men han er anderledes. Han har vinger på ryggen og horn i panden. Han er nu Devil Jin. Hwoarang bremser for at undgå kollision, men Devil Jin hæver kun sin ene hånd og sprænger motorcyklen i luften. Hwoarang ruller hen ad vejen mens Devli Jin rolig nærmer sig. Hwoarang rejser sig, bander og stiller sig klar til kamp.